# Eugenio Guzmán Astete
Eugenio Guzmán Astete es un sociólogo y académico chileno. Actualmente se desempeña como decano de la Facultad de Gobierno de la Universidad del Desarrollo.

## Biografía
Es licenciado en Sociología de la Universidad de Chile y máster en Ciencias en Sociología de la Escuela de Economía y Ciencia Política de Londres, en el Reino Unido.
Se desempeñó como director del Programa Político Institucional de Libertad y Desarrollo, continuando su labor en el Think tank bajo el cargo de consejero de Políticas Públicas. Fue director de la Escuela de Gobierno y decano de pregrado de la Universidad Adolfo Ibáñez. También asesoró en la campaña presidencial a Joaquín Lavín, de quien es cuñado.